# Jingyang (köpinghuvudort i Kina, Qinghai Sheng, lat 36,82, long 101,65)
Jingyang (kinesiska: 景阳, 景阳镇) är en köpinghuvudort i Kina. Den ligger i provinsen Qinghai, i den nordvästra delen av landet, omkring 23 kilometer nordväst om provinshuvudstaden Xining. Antalet invånare är 24 492. Befolkningen består av 12 006 kvinnor och 12 486 män. Barn under 15 år utgör 20,0 %, vuxna 15-64 år 73 %, och äldre över 65 år 6,0 %.
Runt Jingyang är det mycket tätbefolkat, med 1 956 invånare per kvadratkilometer. Närmaste större samhälle är Qiaotou, 13,2 km norr om Jingyang. Trakten runt Jingyang består i huvudsak av gräsmarker.
Genomsnittlig årsnederbörd är 518 millimeter. Den regnigaste månaden är juli, med i genomsnitt 138 mm nederbörd, och den torraste är januari, med 2 mm nederbörd.